# Stazione meteorologica di Borgo San Lorenzo
La stazione meteorologica di Borgo San Lorenzo è la stazione meteorologica di riferimento per il Servizio Idrologico Regionale della Toscana relativa al centro di Borgo San Lorenzo.

## Storia
La stazione meteorologica iniziò ad effettuare osservazioni e registrazioni a partire dal 1933, fornendo i dati termopluviometrici al Ministero dei lavori pubblici per la loro pubblicazione negli Annali Idrologici del Compartimento di Pisa fino all'anno 1996.
Con la regionalizzazione del Servizio Idrografico Nazionale, la stazione meteorologica è entrata a far parte della rete del Servizio Idrologico Regionale della Toscana, che nel 2000 ha installato una nuova stazione meteorologica automatica per la fornitura dei dati in tempo reale.
Nel frattempo, il 23 dicembre 1993, è stata attivata dall'ARSIA anche una nuova stazione agrometeorologica automatica in località Fabbroni, a 273,05 metri s.l.m., mentre il 2 dicembre 2002 è stata attivata un'altra stazione agrometeorologica automatica in località Lanciafame, a 240 metri s.l.m.: entrambe le nuove stazioni agrometeorologiche sono inserite nella rete agroambientale dell'ARSIA.

## Dati climatologici 1961-1990
In base alla media trentennale 1961-1990 calcolata dall'ENEA sulla base delle osservazioni meteorologiche effettuate nel medesimo trentennio, la temperatura media del mese più freddo, gennaio, si attesta a +4,3 °C, mentre la temperatura media del mese più caldo, luglio, è di +22,7 °C
.
Le precipitazioni medie annue nel medesimo trentennio si attestano a 996,2 mm, con picco in autunno e minimo relativo in estate.
| BORGO SAN LORENZO (1961-1990) | Mesi | Mesi | Mesi | Mesi | Mesi | Mesi | Mesi | Mesi | Mesi | Mesi | Mesi  | Mesi  | Stagioni | Stagioni | Stagioni | Stagioni | Anno  |
| BORGO SAN LORENZO (1961-1990) | Gen  | Feb  | Mar  | Apr  | Mag  | Giu  | Lug  | Ago  | Set  | Ott  | Nov   | Dic   | Inv      | Pri      | Est      | Aut      | Anno  |
| ----------------------------- | ---- | ---- | ---- | ---- | ---- | ---- | ---- | ---- | ---- | ---- | ----- | ----- | -------- | -------- | -------- | -------- | ----- |
| T. max. media (°C)            | 9,1  | 10,6 | 14,1 | 19,1 | 23,7 | 27,1 | 31,2 | 31,2 | 26,7 | 20,6 | 14,1  | 9,9   | 9,9      | 19,0     | 29,8     | 20,5     | 19,8  |
| T. min. media (°C)            | −0,5 | 0,2  | 2,2  | 5,7  | 8,8  | 12,4 | 14,2 | 14,0 | 12,0 | 8,2  | 4,7   | 1,3   | 0,3      | 5,6      | 13,5     | 8,3      | 6,9   |
| Precipitazioni (mm)           | 95,5 | 81,6 | 98,3 | 83,8 | 69,9 | 56,1 | 28,8 | 73,3 | 80,6 | 94,1 | 131,0 | 103,2 | 280,3    | 252,0    | 158,2    | 305,7    | 996,2 |

## Temperature estreme mensili dal 1934 ad oggi
Nella tabella sottostante sono indicate le temperature massime e minime mensili registrate periodo dal 1934 in poi; la serie storica risulta lacunosa in diversi periodi degli anni Quaranta e degli anni Novanta.
La temperatura minima assoluta della serie storica esaminata è scesa a -22,0 °C l'11 gennaio 1985, mentre la temperatura massima assoluta ha toccato i +41,6 °C il 6 luglio 1952.
| BORGO SAN LORENZO (1934-2023) | Mesi         | Mesi         | Mesi         | Mesi        | Mesi        | Mesi        | Mesi        | Mesi        | Mesi        | Mesi        | Mesi        | Mesi         | Stagioni | Stagioni | Stagioni | Stagioni | Anno  |
| BORGO SAN LORENZO (1934-2023) | Gen          | Feb          | Mar          | Apr         | Mag         | Giu         | Lug         | Ago         | Set         | Ott         | Nov         | Dic          | Inv      | Pri      | Est      | Aut      | Anno  |
| ----------------------------- | ------------ | ------------ | ------------ | ----------- | ----------- | ----------- | ----------- | ----------- | ----------- | ----------- | ----------- | ------------ | -------- | -------- | -------- | -------- | ----- |
| T. max. assoluta (°C)         | 19,3 (2008)  | 24,8 (2021)  | 27,5 (1968)  | 32,5 (1968) | 35,0 (2009) | 40,5 (1935) | 41,6 (1952) | 41,0 (2017) | 36,0 (1961) | 33,1 (2023) | 25,5 (2004) | 20,7 (1954)  | 24,8     | 35,0     | 41,6     | 36,0     | 41,6  |
| T. min. assoluta (°C)         | −22,0 (1985) | −15,1 (1956) | −10,5 (1971) | −5,5 (2021) | −7,3 (1957) | 1,5 (1962)  | 7,0 (1961)  | 7,0 (1956)  | 2,0 (1977)  | −4,2 (1970) | −8,0 (1975) | −17,4 (2009) | −22,0    | −10,5    | 1,5      | −8,0     | −22,0 |